# رولینگ اوکس، فلوریدا
رولینگ اوکس (به انگلیسی: Rolling Oaks) یک منطقهٔ مسکونی در ایالات متحده آمریکا است که در شهرستان براوارد، فلوریدا واقع شده‌است. رولینگ اوکس ۶٫۶ کیلومتر مربع مساحت و ۱٬۲۹۱ نفر جمعیت دارد.